# Puente romano de Salamanca
El puente romano o Mayor del Tormes es un puente que cruza el río Tormes a la altura de Salamanca (Castilla y León, España). Se ha denominado tradicionalmente como la puente mayor y como la puente principal que da su acceso a la parte meridional de la ciudad. El puente se presenta en el siglo XXI como fruto de varias restauraciones. Una de las catástrofes que más le afectaron fue la riada de San Policarpo (noche de 26 de enero) del año 1626. Hasta comienzos del siglo XX no pierde la condición de paso único de acceso a la ciudad, e incluso durante una década, hasta 1973, siguió soportando el tráfico pesado. A partir de la construcción de un tercer puente para el tráfico rodado queda como un paso exclusivo de uso peatonal y de andadura. 
Fue declarado Monumento Histórico Artístico el 3 de junio de 1931, y Bien de Interés Cultural el año 1998.
La importancia del puente como símbolo de la ciudad se puede ver en el primer cuartel del escudo de la ciudad (junto con su pétreo toro-verraco).

## Descripción
Actualmente es de una construcción con dos partes distintas separadas por un castillete central: la parte vieja, que se extiende a lo largo de la parte cercana a la ciudad (es la denominada puente vieja) y es de origen romano, y la puente nueva (denominada puente hispana). De los veintiséis arcos, sólo los quince primeros datan de la época romana. La piedra empleada en su construcción difiere en procedencia, mientras que la empleada en la zona romana del puente es originaria de las canteras de granito de Los Santos (Béjar ), la piedra empleada en la parte hispana y más moderna del puente, procede de la zona de Ledesma. El puente ha sido restaurado en numerosas ocasiones y ha sobrevivido a varios intentos de demolición. Muchas de las restauraciones han sido poco documentadas, dejando al estudio de los arqueólogos gran parte del trabajo de determinación, datación y explicación de las técnicas constructivas de la antigüedad. La fecha de la construcción del puente no se conoce con precisión, pero se ubica entre los mandatos de los emperadores Augusto (27 a. C.-14 d. C.) y Vespasiano (69-79), lo que lo convierte en un monumento arquitectónico bimilenario.

## Historia
La historia del puente está unida a la de la ciudad y forma parte de sus monumentos más característicos junto a las dos catedrales, la Clerecía, la Plaza Mayor, la Casa de las Conchas. Antiguamente, existía la creencia popular de que el puente había sido construido primero por Hércules y que, posteriormente, fue reedificado por el emperador romano Marco Ulpio Trajano. La base para la teoría de que fue Trajano su constructor, la divulga Gil González Dávila en 1606, es una lápida encontrada en la época, pero se refiere en realidad a una reparación de la Vía de la Plata. En 1767, se encuentra en la primera arcada una caja de platina y dentro de ella una medalla en honor a Hércules, el cronista salmantino Bernardo Dorado da cuenta de ello en su Compendio Histórico de la Ciudad de Salamanca. Este encuentro reforzó la idea popular que sin fundamento científico ha permanecido en los dichos populares. A pesar de todo, las investigaciones históricas posteriores mencionan que el puente fue construido en la segunda mitad del siglo I. Nace como necesidad de proporcionar cruce al río Tormes por parte de los viajeros que recorren la vía de la Plata que une Mérida y Astorga (Iter ab Emerita Asturicam).

### Origen
Ya en el siglo XIII se documenta la existencia del verraco de piedra junto al puente, y en 1606, el cronista de la ciudad Gil González Dávila pone de manifiesto que el escudo de Salamanca ostenta un toro de piedra en el primer cuartel. Este escudo se empleaba en los sellos de cera del concejo y de la Clerecía. Aunque el verraco date de la época de los vetones, la construcción del puente se remonta a épocas del dominio romano en la zona. La trayectoria de la Iter ab Emerita Asturicam por Salamanca obliga a la construcción de un puente cercano a la ciudad que salve el obstáculo del río. A pesar de todo, no existen evidencias documentales, epigráficas y arqueológicas capaces de poder hacer determinar con precisión el momento de construcción.
Debido a la evolución constructiva de este tramo de calzada romana (finalizada en todos sus tramos el 19 a. C.), se baraja la posibilidad de que el puente se construyera aproximadamente durante el mandato de Nerón. Otros historiadores lo datan de la época de Trajano y de Adriano (la fábrica del puente posee similitudes con el Acueducto de Segovia). Estos estudios se basan en los estudios epigráficos realizados a los miliarios de la calzada, no en monedas dado que los puentes, al ser lugares de paso frecuente, no proporcionan información fiable desde el punto de vista arqueológico.
La Vía de la Plata se encontraba finalizada en todos sus tramos ya en el 19 a. C. Las descripciones que hace Estrabón (III, 4, 20) de la distribución de las tropas romanas en Hispania, muestran que el despliegue romano estaba habilitado desde Astorga, León hasta Lusitania.
Cuando Augusto realiza su segunda estancia en Hispania entre el 16 y el 13 a. C., comenzaron a crearse nuevas poblaciones a lo largo de las calzadas, sobre todo en aquellas dedicadas al transporte de mineral. Esto conllevó la necesidad de construir infraestructuras públicas que facilitasen la comunicación y los transportes. Durante el periodo de la dinastía Flavia se produjo una gran actividad en la zona norte de España que se refleja en una mayor actividad constructiva. A comienzos del siglo I, es cuando se comienzan a explotar las minas auríferas de Las Cavenes ( El Cabaco). Esto hace pensar que el puente fue construido durante el imperio de Trajano, momento de gran municipalización de núcleos poblacionales. Es posible que el puente no fuese en sus inicios sólo de piedra, sino una construcción mixta con madera.
Tras la época romana hay pocos datos del papel del puente en las sucesivas invasiones de suevos, vándalos y alanos, ni durante el dilatado reinado visigodo de Toledo.

### Edad Media hastasigloXVIII
Es posible que el puente se viera sometido desde sus comienzos a las crecidas del río Tormes. Esto hace suponer que el primitivo puente romano pudiese llegar a tener una longitud igual (o inferior) a la del actual, siendo la llamada parte hispana una reconstrucción medieval tras una fuerte crecida. El puente fue clave en la comunicación con el reino leonés durante el periodo de la reconquista. A pesar de todo, hasta el siglo XII no se tiene información documentada de la existencia del puente, y parece que se encontraba en uso. El control de personas y mercancías (además del cobro del portazgo) se realizaba en el lado cercano a Salamanca. Una de las primeras riadas importantes es la que acontece en 1256, denominada Ríada de los Difuntos. Esta crecida y los efectos sobre el puente están documentados y parece que dejó intransitable la parte meridional del puente. Se desconoce (documentalmente) si la parte nueva del puente ya tuvo que ser reconstruida tras esta riada.
|                                                            |
| Arcos del puente romano (puente viejo) cercano a la ciudad |

|                                                                  |
| Arcos del puente hispano (puente nueva) a la otra orilla del río |

Ya a finales del siglo XV se le conoce como la puente prinçipal de la çibdad de Salamanca y sufre una de las crecidas del río Tomes conocida como la "avenida de Santa Bárbara" (3 de diciembre de 1498). A comienzos del siglo XVI, el Tormes era considerado, al igual que el Tajo, uno de los más peligrosos ríos de la península ibérica, debido a sus grandes riadas. En 1570, el viajero y pintor Anton Van den Wyngaerde pinta el puente y la ciudad desde el arrabal. En 1626, se produce la riada de San Policarpo, que causa numerosos destrozos en la ciudad y el puente queda muy dañado en dos de sus arcos. Poco a poco se van desplomando los arcos siguientes hasta que el castillete central detiene el desplome en cascada. En 1627, se produce una de las reparaciones de mayor envergadura, siendo corregidor de Salamanca Diego de Pareja Velarde, tal y como se puede ver en la actualidad en los dos pilares de la entrada por el arrabal. En ella se elimina la torre central y las almenas.

### Puente tras riada de San Policarpo
La segunda reparación del puente se produce en 1767, cuando se deja el puente con sus once arcos modernos y quince romanos.
El 22 de julio de 1812, en plena Guerra de Independencia contra las tropas francesas, se produjo una batalla al sur de la ciudad, la Batalla de los Arapiles. El puente se convirtió, por su posición estratégica, en objetivo militar. El día anterior a la batalla, el duque de Wellington tomó el puente romano y los vados de Santa Marta y Aldea Luenga y desde aquí pudo dirigir el ataque contra las tropas francesas.

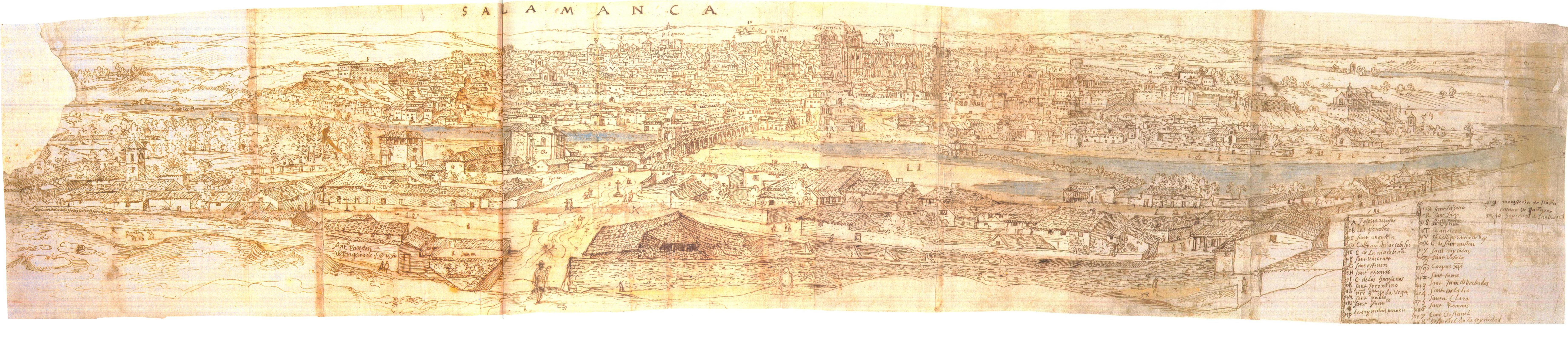
El viajero Anton Van den Wyngaerde retrata la ciudad desde el arrabal en el año 1570 en el que se puede ver el puente con su castillete central

El puente es retratado por el pintor romántico David Roberts en 1837, y también por Gustavo Doré en 1862.

### Actualidad/monumento
En 1891, se propone desde la Dirección de Carreteras su ampliación con voladizos para ensancharlo y permitir su uso por el naciente medio de transporte que es el automóvil. Gracias a las gestiones del concejal Enrique Estevan Santos, finalmente se decide realizar un nuevo puente paralelo aguas arriba; las obras del nuevo puente comienzan en 1902, a cargo del ingeniero Saturnino Zufiarre. El 22 de octubre de 1913, se inaugura el denominado en honor del concejal puente de Enrique Estevan, empleando como material constructivo el hierro.
Hasta esa fecha, la puente mayor había sido el principal paso a la ciudad. La construcción del embalse de Santa Teresa en los años cuarenta, y en menor medida del azud de Villagonzalo en 1965, evitaron que el puente sufriera nuevos daños causados por las crecidas del río Tormes, desde entonces ya muy controladas.

## Características
Se edifica el puente con fábrica de piedra vaugnerítica (denominada popularmente piedra pajarilla procedente de Ledesma), es decir origen granítico. La ciudad se dividía mediante el arrabal en aquende la puente (a este lado, es decir la parte cercana a Salamanca) y en allende la puente (más allá de la ciudad). El puente se divide, no obstante en dos partes: la puente vieja de fábrica romana y la puente nueva o fábrica hispana. Ambas separadas por una especie de torreón central que separa ambas partes. Por regla general no se observan ornamentaciones salvo la excepción de las pilastras y las bocanas de desagüe.

### La puente vieja (parte más antigua)
Es la parte más cercana a la ciudad en su margen derecho, sus catorce arcos de medio punto (con 31-33 dovelas) son de traza procedente de la arquitectura romana. Algunos autores mencionan quince arcos, pero el decimoquinto arco es romano solo en parte, debido a las restauraciones posteriores.
La altura de los arcos es de aproximadamente seis metros. Entre los arcos se disponen pilastras apoyados en tajamares de plantas triangulares aguas arriba. La longitud de este tramo romano es de 201.20 metros, con un ancho de poco menos de seis metros de calzada. La sillería de este tramo es de granito. Se caracteriza por las oquedades de muchas de las piedras, empleadas en el uso de las ferrei forceps ('pinzas de izado' o 'gafas') y por las muescas en los extremos, empleadas en los desplazamientos mediante palancas. Sobre la línea de imposta salen unos desagües tipo gárgola ubicados en las claves de los arcos.
La calzada de adoquines no es la original del puente, a pesar de todo se han realizado estudios de estratigrafía arqueológica con el objeto de investigar el primitivo pavimento romano y se ha comprobado que a unos cincuenta centímetros de profundidad del actual pavimento hay restos del mismo. El pavimento encontrado en las cotas inferiores es de grandes losas, estas losas no se encuentran en el lado hispano.
De la ciudad se salía por una puerta denominada el póstigo ciego, que, abierta por entre los lienzos de la muralla, iba a parar al puente. Desde dicho postigo se descendía en cuesta a la cota del puente. En la entrada del puente romano, se ubica el verraco del puente, una figura granítica descabezada. Este monumento no está ligado arquitectónicamente al puente, se conoce junto a él desde 1378. La rasante se encuentra en ligera pendiente cuesta arriba hacia el castillete central. Entre los pilares de los primeros arcos, justo en los meses de verano, se suelen ver pilas de hormigón que hacen de zampeado.

### La puente nueva (parte más moderna)
El tramo más alejado de la orilla izquierda es de 157,50 m de longitud. Este tramo, denominado como puente nueva se desarrolla entre el torreón central y la margen izquierda del río Tormes. Es una estructura más nueva que la cercana a la ciudad, construida en el periodo que va desde el siglo XII al XIII.
Se reparte su luz entre once vanos de fábrica construidos en arcos de medio punto. Se hace evidente que los arcos no han sido erigidos en la misma época que el puente viejo, los tajamares, la piedra y los elementos ornamentales son diferentes. En la entrada al puente desde el arrabal se pueden ver enclavadas dos pilastras conmemorativas de planta romboidal y de altura cercana a los cinco metros. Ambas han sido colocadas tras una de las reparaciones realizadas en el siglo XVII. La pilastra de la izquierda tiene el escudo de armas del rey de España y una inscripción:

REINANDO PHILIP
PE QVARTO DESTE
NOMBRE SE REEDI
FICO ESTA PUENTE
Y SE ENLOSO Y HICI
ERON LAS CAL
ÇADAS SIENDO

Este texto menciona una de las reparaciones realizadas en el puente durante el reinado de Felipe IV siendo el encargado Pedro de la Puente Montecillo. El texto, inacabado, posee su continuación en la pilastra ubicada a la derecha de la entrada del puente. Dicha pilastra tiene ubicada a la misma altura una talla del escudo de Salamanca. El texto, continuación del anterior, es:

CORREGIDOR DON
DIEGO DE PAREIA
BELARDE CAVA
LLERO DEL ABITO
DE MONTESSA
ACABOSE EL AÑO
DEL SEÑOR DE 1622

Mencionando al corregidor de Salamanca Diego de Pareja y Velarde, caballero de la Orden de Montesa, como uno de los promotores de la reforma. Las columnas substituyen a otras que hubo con anterioridad de 1622. En la pilastra de la izquierda se ve en una cartela cerámica "Puente Mayor del Tormes". En la pilastra de la derecha existe otra inscripción casi ilegible, que tallada menciona:

Acabóse esta fábrica del puente siendo caballero corregidor, D. Pedro de Prado, caballero de la orden de Santiago, señor de la villa de Adanero, alguacil mayor de Real Chancillería de Valladolid. Año 1681.

## El puente en la cultura de Salamanca
El puente y su tosco verraco de piedra granítica forman parte de un conjunto que identifica a la ciudad desde hace ya varios siglos. El origen de este monumento es prerromano y su origen se remonta a la época de ocupación de los vettones. Su inclusión en el primer cuartel del escudo de la ciudad proviene de una leyenda popular que atribuye a un pastor el descubrimiento de un toro estaba escarbando en las lindes de un árbol de la ribera, cuando al acercarse observa que junto a dicho árbol se encontraban los restos de un viejo puente. Esta es la razón por la que se incluyen estos tres elementos en el escudo municipal. No obstante la inclusión del puente denota ya, la relevancia que tenía para la ciudad desde antiguo.
|                                                 |
| El Toro-Verraco en la cabecera del tramo romano |

|                                               |
| El puente y el toro en el Escudo de Salamanca |

El puente romano de Salamanca aparece frecuentemente en las crónicas medievales, siendo protagonista de las fuentes históricas y la historiografía que menciona a la ciudad desde el siglo XII. El puente es mencionado al comienzo de la obra del diplomático Diego Hurtado de Mendoza titulada Lazarillo de Tormes, la escena del lazarillo y el ciego que paran en el puente antes de comenzar su viaje es repetida frecuentemente en las descripciones del puente. Miguel de Cervantes hace ligera mención al puente en su pequeña novela el Licenciado vidriera.
El puente es parte de la ruta jacobea de la plata, Históricamente es la calzada romana denominada Iter ab Emerita Asturicam del Itinerario de Antonino.